# 古賀震
古賀 震（こが しん、1957年 - ）は、日本の医師、医学者（内科学・血液病学・凝固線溶学・腫瘍免疫学・膠原病学・アレルギー病学・感染症学）。医学博士（熊本大学・1991年）。静岡県立大学教授等を経て、公益財団法人SBS静岡健康増進センター所長。
コロンビア大学医学部研究員、熊本大学医学部第二内科医員、宮崎医科大学医学部講師、天草中央総合病院血液免疫内科部長、和歌山県立医科大学医学部助教授、静岡県立大学短期大学部第一看護学科教授、静岡県立大学学長補佐、静岡県立大学短期大学部看護学科教授、静岡県立大学短期大学部附属図書館館長、静岡県立大学健康支援センター分所長などを歴任。

## 来歴

### 生い立ち
福岡県出身。熊本大学に進学し、医学部にて学んだ。1985年3月、熊本大学を卒業した。同年4月に母校である熊本大学の医学部にて高月清が主宰する第二内科学講座に入局し、1986年3月まで熊本大学医学部附属病院にて医学実地研修に従事した。その後、1986年4月から1987年3月にかけて、熊本赤十字病院にて内科の医師として勤務した。また、熊本大学の大学院に進学し、医学研究科にて学んだ。1991年3月には、熊本大学における大学院の博士課程を修了した。それにともない、医学博士の学位を取得した。

### 研究者として
1990年3月、アメリカ合衆国のコロンビア大学にて医学部の研究員となり、1992年8月まで務めた。その間に、前述のとおり熊本大学の医学博士を取得している。その後、日本に帰国し、1992年8月より1994年4月にかけて、熊本大学の医学部で第二内科の医員を務めた。第二内科では、感染対策委員会の副委員長も務めた。1994年4月に宮崎医科大学に転じ、1997年6月まで医学部にて助手や講師として勤務した。医学部においては、主として臨床検査医学講座の講義を担当した。1997年4月から2003年10月にかけては天草中央総合病院に勤務し、内科の医長や血液免疫内科の部長を務めた。
2003年11月、和歌山県立医科大学に転じ、医学部の助教授に就任した。医学部においては、輸血・血液疾患治療部（血液内科）を受け持った。和歌山県立医科大学には、2005年4月まで勤務した。同年5月、静岡県立大学の短期大学部に転じ、第一看護学科の教授として着任した。第一看護学科においては、血液腫瘍研究室を受け持った。なお、2006年3月31日付で第二看護学科が廃学科となるため、第一看護学科も看護学科として改組された。それにともない、看護学科の教授に就任した。看護学科においても、引き続き血液腫瘍研究室を受け持った。また、静岡県立大学では学内の要職も歴任しており、2005年6月には静岡県立大学の学長補佐に就任し、2007年3月まで務めた。2008年4月には静岡県立大学短期大学部附属図書館の館長に就任し、2010年3月まで務めた。2009年4月からは、静岡県立大学の健康支援センターの分所長に就任するとともに、感染症管理対策委員会の委員長に就任した。
2018年4月1日、SBS静岡健康増進センターの所長に就任した。

## 研究
専門は医学であり、内科学、血液病学、凝固線溶学、腫瘍免疫学、膠原病学、アレルギー病学、感染症学といった分野の研究に取り組んだ。天草中央総合病院にて内科医長に就任するなど、内科医としての実績もあることから、特に内科の研究に従事した。また、同病院の血液免疫内科部長を経て、和歌山県立医科大学では輸血・血液疾患治療部（血液内科）を受け持ち、静岡県立大学では血液腫瘍研究室を受け持つなど、特に血液疾患、腫瘍疾患、免疫疾患などの研究にも従事した。具体的には分子マーカーの開発、研究を手掛けており、血栓症のための分子マーカーを開発することで、心筋梗塞、脳血管障害、肺梗塞の診断、治療などに役立てようと試みた。同様に、悪性新生物のための分子マーカーを開発することで、癌の転移の診断、治療などに役立てようと試みた。また、播種性血管内凝固症候群の病態解析、検査、診断、治療についての研究や、成人T細胞白血病の発症高危険群の同定や、成人T細胞白血病に由来する低血糖惹起活性物質の同定などにも取り組んだ。播種性血管内凝固症候群に関する研究はよく知られており、日本血栓止血学会ではDIC検討部会の一員となり、日本救急医学会のDIC特別委員会、および、日本血栓止血学会の学術専門委員会とDIC検討部会によって構成された合同委員会に参画し、救急領域における播種性血管内凝固症候群の診断基準の策定に携わった。
なお、学術団体としては、国際血栓止血学会、米国血液学会、日本血液学会、日本血栓止血学会、日本臓器保存生物医学会、血栓止血学会、日本内科学会、日本輸血学会、日本癌学会、日本動脈硬化学会、日本臨床検査医学会、日本検査血液学会、日本血管細胞生物学会、日本心血管作動物質学会、日本生化学会、日本DIC研究会、などに所属した。日本血液学会の評議員、日本血栓止血学会の代議員やDIC部会の部会員、日本臓器保存生物医学会の評議員、など各団体の役職を歴任した。

## 略歴
- 1985年 - 熊本大学医学部卒業。
- 1985年 - 熊本大学医学部入局。
- 1985年 - 熊本大学医学部附属病院医学実地研修。
- 1986年 - 熊本赤十字病院入職。
- 1986年 - 熊本赤十字病院内科配属。
- 1987年 - 熊本赤十字病院退職。
- 1990年 - コロンビア大学医学部研究員。
- 1991年 - 熊本大学大学院医学研究科博士課程修了。
- 1992年 - 熊本大学医学部第二内科医員。
- 1994年 - 宮崎医科大学医学部助手。
- 1997年 - 天草中央総合病院入職。
- 1997年 - 天草中央総合病院内科医長。
- 2003年 - 天草中央総合病院退職。
- 2003年 - 和歌山県立医科大学医学部助教授。
- 2005年 - 静岡県立大学短期大学部第一看護学科教授。
- 2005年 - 静岡県立大学学長補佐。
- 2008年 - 静岡県立大学短期大学部附属図書館館長。
- 2009年 - 静岡県立大学健康支援センター分所長。
- 2009年 - 静岡県立大学感染症管理対策委員会委員長。
- 2018年 - SBS静岡健康増進センター所長。

## 著作
- 伊藤正男・井村裕夫・高久史麿総編集『医学書院医学大辞典』2版、医学書院、2009年。